# Елінор Пауелл
Елінор Пауелл (англ. Eleanor Powell; 21 листопада 1912 — 11 лютого 1982) — американська танцюристка, акторка і співачка 1930—1940-х років, відома своїми танцювальними номерами з потужним і часом агресивним виконанням чечітки. Удостоєна зірки на Голлівудській алеї слави.

## Життєпис
З 6 років почала займатися танцями, а в підлітковому віці переїхала в Атлантик-Сіті, де стала виступати в нічних клубах. У 1928 році Пауелл перебралася в Нью-Йорк, де почала вивчати чечітку, а незабаром дебютувала на Бродвеї. У середині 1930-х вона підписала контракт з «MGM» і дебютувала на великому екрані в мюзиклі «Скандали Джорджа Вайта 1935 року». У наступні роки Пауелл стала провідною зіркою мюзиклів «MGM», з'явившись в таких картинах, як «Мелодія Бродвею 1936 року» (1935), «Народжена танцювати» (1936), «Мелодія Бродвею 1938» (1937), «Гонолулу» (1939), «Бродвейська мелодія 1940 року» (1940), «Леді, будьте краще» (1941), «На судні» (1942) і «Сенсації 1945 року» (1944). Елінор Пауелл стала відома своїм потужним, і часом агресивним, стилем виконання чечітки.
Після одруження з Гленном Фордом в 1943 році акторка майже перестала зніматися. У 1953 році Пауелл з'явилася на телебаченні в ролі телеведучої релігійної передачі «Віра наших дітей». Після розлучення в 1959 році вона відновила танцювальну кар'єру, успішно виступаючи протягом наступних кількох років у музичних ревю в Нью-Йорку і Лас-Вегасі.
Елінор Пауелл померла від раку в 1982 році у віці 69 років та була похована на цвинтарі «Hollywood Forever».
За внесок у кіноіндустрію США вона удостоєна зірки на Голлівудській алеї слави.

## Фільмографія
1. 1936: Народжена танцювати/Born to Dance/Нора Пейдж
2. 1937: Розалі/Rosalie/Розалі
3. 1943: Тисячі привітань/Thousands Cheer/камео